# Karnickelberg
Der Karnickelberg ist eine 26 m ü. NHN hohe Erhebung der Gemeinde Kemnitz im Landkreis Vorpommern-Greifswald im Nordosten von Mecklenburg-Vorpommern. Er liegt rund 1,5 km südöstlich des Ortsteils Rappenhagen und entstand wie die meisten Erhebungen in der Region während der Weichseleiszeit.
Ein weiterer Karnickelberg liegt in Kirchhellen (Stadt Bottrop, NRW) mit einer Höhe von 75 m ü. NN.